# Channur, Jevargi
Channur là một làng thuộc tehsil Jevargi, huyện Gulbarga, bang Karnataka, Ấn Độ.